# Skënder Halili
Skënder Ahmet Halili (ur. 20 sierpnia 1940 w Tiranie, zm. 13 grudnia 1982 tamże) – albański piłkarz i trener piłkarski, w latach 1963–1965 reprezentant Albanii.

## Życiorys
W 1954 roku dołączył do drużyny juniorskiej klubu Puna Tirana, który zmienił następnie nazwę na 17 Nëntori Tirana; 3 lata później przeszedł do drużyny seniorów tegoż klubu. Od grudnia 1959 do grudnia 1961 grałw Dinamo Tirana, następnie wrócił do klubu 17 Nëntori Tirana, w którym grał w latach 1963–1966. Jednocześnie w latach 1963–1965 należał do reprezentacji Albanii.
Pod koniec sierpnia 1966 został aresztowany z powodu nielegalnej sprzedaży dwóch zegarków, ponadto w jego domu znaleziono także 57 dolarów; został skazany na 11 miesięcy pozbawienia wolności, jednak zwolniono go warunkowo po sześciu miesiącach odbywania kary. Po wyjściu na wolność odbył kurs trenerski, pracował następnie jako trener grup młodzieżowych 17 Nëntori Tirana.
Zmarł 13 grudnia 1982 roku w Tiranie, został pochowany w tym samym miesiącu.

## Upamiętnienia
W 2000 roku ośrodek szkoleniowy klubu KF Tirana nazwano imieniem Skëndera Haliliego.